# Ouvrage de Boussois
Le fort de Boussois est un fort du système Séré de Rivières, construit entre 1881 et 1883 sur la commune de Boussois, dans le département du Nord. Le fort a servi en août et septembre 1914 lors du siège de Maubeuge.
Sur l'emplacement du fort ruiné a été construit à partir de 1934 l'ouvrage de Boussois, un ouvrage fortifié de la ligne Maginot : il s'agit d'un petit ouvrage d'infanterie (de quatrième classe) comptant trois blocs. L'ouvrage a été abimé par les combats de mai 1940.

## Fort Séré de Rivières

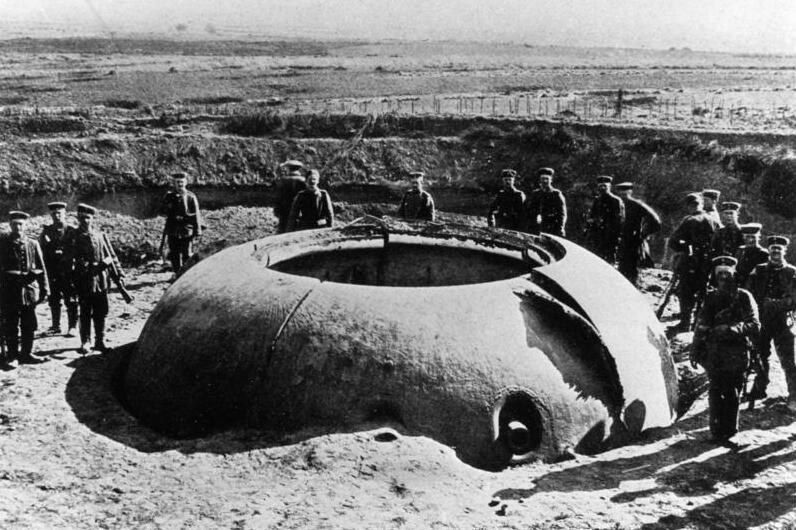
La tourelle Mougin du fort de Boussois, détruite en août 1914 par les obus allemands de 210 mm.

Le fort de Boussois est entouré d'un fossé défendu par des caponnières, le tout dessinant un pentagone irrégulier. Son principal armement était une tourelle Mougin de 155 mm modèle 1876.
Le 31 août 1914, lors du siège de Maubeuge, un obus allemand bloque la tourelle et tue 60 hommes de la garnison. Le fort se rend le 6 septembre 1914 ; les Allemands font ensuite sauter à l'explosif les caponnières et la tourelle.

## Ouvrage Maginot

### Position sur la ligne
L'ouvrage de Boussois se trouve au milieu du secteur fortifié de Maubeuge, il forme l'aile droite de la ligne de résistance protégeant Maubeuge de part et d'autre de la Sambre.
L'ouvrage est flanqué d'une part au nord-ouest par la casemate d'intervalle de l'Épinette, d'autre part au sud-est par la casemate de Rocq.
Mis à part les tirs de mitrailleuses venant des casemates (à limite de portée utile), l'ouvrage est isolé, car aucun ouvrage d'artillerie ne le couvre de ses tirs.

### Description
L'ouvrage de Boussois est construit sur l'ancien fort de Boussois. L'ouvrage devait être complété en second cycle avec une entrée des munitions, une entrée des hommes et deux tourelles pour canons de 75 mm. Ces organes restèrent à l'état de projet faute de financement.
Le bloc 1 (50° 17′ 44,9″ N, 4° 03′ 08,5″ E) sert de casemate d'infanterie flanquant vers l'ouest. Il est armé avec un créneau mixte pour JM/AC 47 (jumelage de mitrailleuses et canon antichar de 47 mm), un autre créneau pour jumelage de mitrailleuses, une cloche d'arme mixte et une cloche GFM B (guetteur et fusil-mitrailleur).
Le bloc 2 (50° 17′ 42,7″ N, 4° 03′ 10,2″ E) sert de bloc-tourelle d'infanterie, avec une tourelle pour deux armes mixtes et une cloche GFM B.
Le bloc 3 (50° 17′ 40,2″ N, 4° 03′ 13″ E) sert de casemate d'infanterie flanquant vers l'est. Il est armé avec un créneau mixte JM/AC 47, un autre créneau JM, une tourelle pour une arme mixte et un mortier et deux cloches GFM B (dont l'une sert d'observatoire avec un périscope).

### Histoire
Le marché de la construction est daté du 13 novembre 1934, pour un prix tout compris de 8 260 000 francs de l'époque. Le chantier se termine en 1937, faute de financement.
Pendant la bataille de France, les ouvrages et casemates au nord-est de Maubeuge sont attaqués par l'arrière : les forces allemandes ont percé plus au sud près de Solre-le-Château dès le 16 mai 1940 (par la 7. PzD) et la ville de Maubeuge est prise le 18 mai (par une Kampfgruppe de la 5. PzD puis par la 28. ID).
Le 19 mai, les tirs des tourelles de l'ouvrage n'empêchent pas la neutralisation par les Allemands des casemates de la rive droite de la Sambre. En fin d'après-midi le 19, puis les 20 et 21, les blocs 1 et 3 reçoivent des tirs de la part de pièces de 88 et de 150 mm placées à 1 500 m (hors de portée des armes de l'ouvrage). La tourelle répond par des mises en batterie brusques, des tirs rapides et son éclipse avant que les canons allemands ne puissent frapper sa muraille.
Le 21 au soir, un assaut allemand mené avec des pionniers est repoussé, mais une partie des armes de l'ouvrage est hors d'usage et la ventilation ne fonctionne plus correctement.
Le 22 à 9 h du matin, après un bombardement par Stukas, les Sturmpionieren traversent les fossés, couronnent les blocs et neutralisent les bouches de ventilation. Vers 11 h, l'ouvrage se rend car l'équipage commence à être intoxiqué. Pendant ces quatre jours de combat, l'ouvrage a tiré 500 000 cartouches de mitrailleuses, 1 400 obus de mortier, 500 obus de 25 mm et 160 obus de 47 mm.

## Accès
L'ancien fort de Boussois et l'ouvrage sont sur la côte 166, au nord de la route D 959 entre Boussois et Marpent.